# Colasposoma apicipenne
Colasposoma apicipenne é uma espécie de escaravelho de folhas da família Chrysomelidae, foi descrito pelo entomologista Tan em 1983.